# Contos do Grotesco e do Arabesco
Contos do Grotesco e do Arabesco (em inglês: Tales of the Grotesque and Arabesque) é uma coletânea de contos de Edgar Allan Poe, publicada em dois volumes pela primeira vez em 1840 .

## Publicação
A coletânia foi publicada pela editora Lea & Blanchard, localizada na Filadélfia e lançada em dois volumes. A editora não pagou quaisquer royalties à Poe e seu único pagamento foram 20 cópias gratuitas da obra.
Em seu prefácio, Poe escreveu a agora famosa citação defendendo-se da crítica de que seus contos faziam parte do "Germanismo". Ele escreveu: "se em muitas das minhas produções o terror foi a tese, sustento que o terror não vem da Alemanha, mas da alma".
A coleção foi dedicada ao Coronel William Drayton, que Poe provavelmente conheceu enquanto estava estacionado em Charleston; quando Drayton se mudou para Filadélfia, Pensilvânia, Poe continuou a corresponder-se com ele. Drayton foi um ex-membro do Congresso dos Estados Unidos que se tornou juiz e pode ter subsidiado a publicação do livro.

## Recepção
As críticas contemporâneas foram mistas. Um crítico anônimo do Boston Notion sugeriu que o trabalho de Poe seria mais adequado para leitores do futuro; as pessoas da época deveriam considerá-lo "abaixo da média do lixo de jornal... selvagem, sem sentido, sem objetivo... sem nada de fantasia elevada ou humor refinado". Por outro lado, o Alexander's Weekly Messenger observou que as histórias eram a "efusão lúdica de um intelecto notável e poderoso". Da mesma forma, o New-York Mirror elogiou a capacidade intelectual do autor, suas descrições vívidas e sua imaginação opulenta. Mesmo com essas críticas positivas, a edição não vendeu bem. Quando Poe solicitou uma segunda edição, em 1841, com oito contos adicionais, a editora recusou.

## "Grotesco" e "Arabesco"
Quando sua publicação foi anunciada na Burton's Gentleman's Magazine, a descrição de uma linha dizia que o título "indica bem o caráter [das histórias]". No entanto, houve algum debate sobre o significado dos termos "Grotesco" e "Arabesco" de Poe. Poe provavelmente viu os termos usados por Sir Walter Scott em seu ensaio On the Supernatural in Fictitious Composition. Poe usou o termo "arabesco" nesse sentido em seu ensaio "A Filosofia da Mobília".
Poe pode ter usado esses termos como subdivisões da arte gótica ou da arquitetura gótica, na tentativa de estabelecer subdivisões semelhantes na ficção gótica. Por exemplo, as histórias "grotescas" são aquelas em que o personagem se torna uma caricatura ou sátira, como em "O Homem que Foi Esvaziado". As histórias "arabescas" focam em um único aspecto de um personagem, frequentemente psicológico, como "A Queda da Casa de Usher". Um parente distante de Poe, o estudioso moderno Harry Lee Poe, escreveu que "grotesco" significa "horror", que é sangrento e frequentemente repugnante, e "arabesco" significa "terror", que abandona o sangue e a violência em prol de assustar o leitor. Mesmo assim, definir com precisão as intenções de Poe para esses termos é difícil e classificar seus contos em uma categoria ou outra é ainda mais complicado.

## Conteúdo

### Volume 1
- Morella
- Leonizando
- William Wilson
- O homem que foi consumido
- A Queda da Casa de Usher
- O Duque de L'Omelette
- Manuscrito encontrado em uma garrafa
- Bon-Bon
- Sombra
- O Diabo no Campanário
- Ligeia
- Rei Peste
- A Signora Zenóbia
- A Foice do Tempo

### Volume 2
- Epimanes
- Siope
- Hans Pfaall
- Um conto de Jesuralém
- Von Jung
- Perda de fôlego
- Metzengerstein
- Berenice
- Porque o francesinho tem a mãe em uma tipoia
- O Visionário
- A Conversa de Eiros e Charmion
- Apêndice

## Acesso externo
- Contos do grotesco e arabesco (em inglês, volume 1, volume 2) no Internet Archive.